# 卡羅爾頓鎮區 (印第安納州卡洛爾縣)
卡羅爾頓鎮區（英語：Carrollton Township）是位於美國印地安納州卡洛爾縣的一個行政鎮區。

## 地方資料
根據2010年美國人口普查的數據，卡羅爾頓鎮區的面積為76.60平方千米，當中陸地面積為76.60平方千米，而水域面積為0.00平方千米。當地共有人口598人，而人口密度為每平方千米7.81人。